# باشگاه فوتبال خرونینگن
باشگاه فوتبال خرونینگن (به هلندی: FC Groningen) یک باشگاه فوتبال هلندی است که در سال ۱۹۷۱ در خرونینگن تأسیس شده‌است و در لیگ برتر فوتبال هلند حضور دارد. این تیم ستاره‌های زیادی به فوتبال دنیا معرفی کرده مانند ارین روبن، ویرجیل فن دایک، دالی بلیند، دوشان تادیچ و لوییس سوارز. دالاهو ایراندوست هم اکنون عضو این تیم است.